# Santo Crucifixo
Santo Crucifixo es una freguesia caboverdiana del municipio de Ribeira Grande.

## Geografía
La freguesia abarca parte de la isla de Santo Antão.

## Organización territorial
La freguesia contaba en 2010 con 6764 habitantes distribuidos en las entidades de población de:

### Villa
- Coculi

### Localidades
- Boca de Ambas Ribeiras
- Boca de Coruja
- Boca de João Afonso
- Caibros
- Chã de Pedras
- Corda II
- Figueiral
- João Afonso
- Lagoa III
- Lombo Santa
- Ribeirão